# Lágrimas negras
|  | Per a altres significats, vegeu «Lágrimas negras (àlbum)». |

Lágrimas negras és una pel·lícula espanyola dirigida per Ricardo Franco i Fernando Bauluz l'any 1998 però estrenada de manera pòstuma en 1999. És l'última pel·lícula del cineasta espanyol Ricardo Franco, que va morir en 1998 quan la pel·lícula estava ja molt avançada. Fernando Bauluz va finalitzar el film, que veuria la llum de manera pòstuma l'any 1999. Va coescriure el guió amb Ángeles González-Sinde i fou protagonitzada per Ariadna Gil.

## Argument
Mentre torna a casa, després d'acomiadar-se de la seva xicota Alicia, Andrés és atracat per dues dones. Quan, algun temps després, es troba amb una d'elles, Isabel, una jove desequilibrada de família acomodada, sorgeix en Andrés una obsessió incontrolable, que imprimeix a la seva vida un gir inesperat que el conduirà a abandonar tot el que posseeix,

## Repartiment
- Fele Martínez - Andrés
- Ariadna Gil - Isabel
- Elena Anaya- Alicia
- Ana Risueño - Cinta
- Elvira Mínguez - Marta

## Premis i nominacions
- Seminci de 1998: premi a la millor actriu per Ariadna Gil.[4]
- XIV Premis Goya: Ariadna Gil fou nominada al Goya a la millor actriu.[5]